# Pivín (stacja kolejowa)
Pivín – stacja kolejowa w Nezamyslicach, w kraju ołomunieckim, w Czechach. Znajduje się na wysokości 225 m n.p.m.
Jest zarządzana przez Správę železnic. Na stacji znajdują się kasy biletowe, na których istnieje możliwość zakupu biletów na wszystkie pociągi w tym międzynarodowe oraz rezerwacji miejsc.

## Linie kolejowe
- 301 Nezamyslice - Olomouc